# عزیزم (ترانه چارلی ایکس‌سی‌ایکس)
«عزیزم» (به انگلیسی: Baby) ترانه‌ای از خواننده-ترانه‌پرداز انگلیسی چارلی ایکس‌سی‌ایکس می‌باشد که در ۱ مارس سال ۲۰۲۲ به عنوان چهارمین تک‌آهنگ از پنجمین آلبوم استودیویی وی تحت عنوان تصادف (۲۰۲۲) منتشر شد. این ترانه با تاثیرات موسیقی پست-دیسکو، دنس پاپ و فانک-پاپ با عناصر نیو جک سوینگ و الکترو-فانک دهه ۸۰ می‌باشد. این ترانه نیز به دلیل جذاب بودن و تولید سوزانش بازخوردهای مثبتی دریافت کرد.

## تاریخچه انتشار
| منطقه | تاریخ       | فرمت                  | ناشر         | منابع |
| ----- | ----------- | --------------------- | ------------ | ----- |
| مختلف | ۱ مارس ۲۰۲۲ | دانلود دیجیتال استریم | اسایلم وارنر |       |